# Mátyás Eörsi
Mátyás Eörsi (né à Budapest le 24 novembre 1954) est un homme politique hongrois, député au parlement et actuellement président du groupe parlementaire libéral ADLE au sein de l’Assemblée Parlementaire du Conseil de l’Europe (APCE) dont il est membre depuis 1994.
Eörsi fait ses études de droit à Budapest. En 1990, il est élu au parlement hongrois, dont il est toujours membre. Sept ans plus tard, il est nommé au poste de Secrétaire d’État au Ministère des affaires étrangères pour une période de deux ans.

## Biographie
Eörsi est né à Budapest dans une famille juive non pratiquante. Sa grand-mère, Ernőné Hajdu Fanni Auer, est députée social-démocrate au Parlement hongrois entre 1945 et 1948. Elle est d’abord torturée sous la dictature fasciste de  Szálasi, avant de se retrouver parmi les 350 000 personnes purgées par le régime stalinien de  Rákosi pour ses convictions démocrates. Elle fut à nouveau emprisonnée et torturée, et ce par la même femme qui l’avait déjà torturée sous Szálasi. Son père, Gyula Eörsi, est professeur de droit et l’auteur de plusieurs ouvrages.  Il est également l’un des contributeurs majeurs à la Convention des Nations Unies sur les contrats de vente internationale de marchandises de 1980. Sa mère, Marianna Eörsi, est professeur de littérature et de grammaire hongroise au lycée. Eörsi est également le neveu  d'István Eörsi, auteur hongrois et ancien dissident. 

### Formation
Mátyás Eörsi fait ses études au lycée Kossuth Zsuzsa à Budapest. Il est admis à la faculté de Droit de l’université Université Loránd Eötvös de Budapest dont il sort diplômé en 1979.

### Profession
Eörsi commence sa carrière comme conseiller juridique dans une entreprise publique spécialisée dans le commerce international. Profitant de la libéralisation du régime, il fonde en 1987 son propre cabinet, Eörsi & Partners. Le cabinet, qui compte parmi les premiers cabinets privés de Hongrie, se spécialise notamment dans le droit commercial et devient bientôt l’un des plus importants cabinets d’avocats de Budapest. Bien que ses activités politiques l’occupent désormais à plein temps, Mátyás Eörsi est resté arbitre à la Cour d’Arbitrage au sein de la Chambre de Commerce et de l’Industrie de Hongrie.

## Carrière politique
En 1988, Eörsi compte parmi les fondateurs du  SZDSZ (Alliance des démocrates libres), l'un des premiers partis démocratiques de Hongrie. À ce titre, il participe aux « Négociations Nationales », une série de négociations menées entre le parti communiste et l’opposition émergente sur les règles et les lois de la période transitoire. Un an plus tard, il devient membre de la CCE (Commission Centrale des Elections), contribuant ainsi directement au succès du référendum historique sur les affaires constitutionnelles. En 1989, la Hongrie peut ainsi connaître les premières élections générales libres de son histoire. Mátyás Eörsi est alors élu au  Parlement dont il est toujours membre. Au cours de la première législature, il fait partie de la Commission Constitutionnelle chargée d’élaborer la plupart des lois assurant les changements constitutionnels. Au cours de la même période, il est également membre de la Commission sur l’Intégration à l’Union Européenne.

### Politique étrangère
En 1994, Mátyás Eörsi devient président de la Commission des Affaires Étrangères au Parlement hongrois; il est nommé Secrétaire d’État au sein du Ministère des Affaires Étrangères (premier vice-ministre des affaires étrangères) en 1997. Après l’entrée de la Hongrie dans l’Union européenne (2004), Eörsi devient président de la Commission Parlementaire pour les Affaires Européennes, poste qu’il occupe encore aujourd’hui.

### Activités internationales, Conseil de l’Europe
L’appartenance de Mátyás Eörsi à l’ Assemblée Parlementaire du Conseil de l’Europe dès 1994 donne une dimension supplémentaire à la carrière politique d’Eörsi. L’APCE lui fournit l’opportunité de travailler à la mission qu’il s’est fixée : favoriser les transitions politiques et la création d’institutions démocratiques afin d’assurer le respect des droits de l’homme et l’État de droit. Dans le cadre de son engagement pour la démocratie, Eörsi entreprend de nombreuses missions de soutien aux processus de démocratisation en Europe et sur les autres continents, notamment à la demande de l’ Institut Démocratique National pour les Affaires Internationales (NDI) de Washington.
Au cours de ces missions, il fait partager l’expérience de la Hongrie en matière de transition politique d’abord à  l’Albanie, la Lettonie et à toutes les républiques du Sud-Caucase; et plus tard à l’Afrique du Sud, au Burundi, à l’Indonésie, au Mali et au Monténégro. Il prend également part au processus de paix israélo-palestinien et se rend à Cuba en 2007 pour partager l’expérience hongroise avec l’opposition. 
Dans le cadre de son mandat au sein de l’ APCE, Mátyás Eörsi guide par ailleurs les réformes démocratiques en Géorgie, pays pour lequel il agit en tant que rapporteur à l’APCE depuis 2000. Il est également nommé chef des missions d’observation des élections géorgiennes à plusieurs reprises.
Mátyás Eörsi a présenté de nombreux rapports à l’APCE. Trois d'entre eux sont restés connus pour leurs conclusions et le consensus dont ils ont fait l’objet: son rapport sur Chypre (2004) est ainsi le premier rapport dans l'histoire de l'Assemblée à être appuyé par toutes les parties impliquées. Son récent rapport sur l'attitude à l’égard des monuments historiques (2009), est soutenu par les membres estoniens et russes. Son rapport sur les Balkans (2006) fournit un ensemble complet de recommandations sur l'aide européenne à destination des populations de l’ex-Yougoslavie.

## Vie familiale
Mátyás Eörsi est marié. Son épouse, Katalin, est biologiste au Centre de Recherche en Chimie au sein de l’ Académie Hongroise des Sciences. Ils ont trois enfants : Márton (né en 1982) est avocat, Júlia (née en 1984) est sociologue et Péter (né en 1991) est bachelier.